# Licomedes
Licomedes, também conhecido como Licômedes, rei dos dólopes, povo da ilha de Esquiro (também chamada de Esquiro).
Segundo Ásio de Samos, Licomedes é filho do deus Apolo e de Parténope, filha de Anceu e Samia.
Após Teseu ter sido exilado de Atenas (1210 a.C., pelos cálculos de Jerônimo de Estridão), ele se refugiou em Esquiro, mas, temendo que o heroi lhe arrebatasse o trono, Licomedes matou-o, lançando-o do alto de um rochedo. Em épocas históricas, Címon atacou e devastou Esquiro, com o pretexto de recuperar os ossos de Teseu.
Acolheu Aquiles, e trajando-o com vestes femininas, escondeu-o entre suas filhas. Aquiles viveu em Esquiro, disfarçado de mulher, e lá engravidou Deidamia, filha de Licomedes. Neoptólemo, filho de Aquiles, nasceu em Esquiro. Odisseu e Diomedes foram buscar Aquiles em Esquiro, para lutar pelos aqueus na Guerra de Troia (1191 - 1182 a.C., pelos cálculos de Jerônimo de Estridão).